# Jose Melo

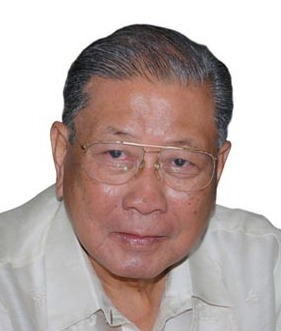
Jose Melo

Jose Armando R. Melo (Manilla, 30 mei 1932 - Makati, 18 oktober 2020) was een Filipijns jurist. Hij was van 2008 tot 2011 voorzitter van de Filipijnse kiescommissie COMELEC. Daarvoor was hij van 1992 tot 2002 rechter van het Filipijns hooggerechtshof.

## Biografie
Melo behaalde in 1956 een Bachelor-diploma rechten aan de Manuel L. Quezon University en slaagde bovendien voor het toelatingsexamen van de Filipijnse balie. Het jaar daarop begon hij als medewerker op het advocatenkantoor Diokno Law Office. Naast zijn werk studeerde hij nog verder en in 1960 behaalde hij ook zijn Masters-diploma aan de University of Santo Tomas. Van 1969 tot 1975 was hij juridisch adviseur van de Raad voor de filmkeuring.
In 1986 werd hij door president Corazon Aquino benoemd tot rechter aan het Hof van beroep. Onder Aquino's opvolger Fidel Ramos volgde op 10 augustus 1992 een benoeming tot rechter aan het Filipijnse hooggerechtshof. Daarin diende hij bijna tien jaar lang, totdat hij op 30 mei 2002 de verplichte pensioenleeftijd van 70 jaar bereikte.
In januari 2008 werd Melo benoemd tot voorzitter van de Filipijnse kiescommissie COMELEC. Deze positie was vacant sinds Benjamin Abalos op 1 oktober 2007 zijn ontslag had ingediend wegens een tegen hem opgestarte afzettingsprocedure. In 2011 werd hij opgevolgd door Sixto Brillantes jr..